# Ipaumirim
Ipaumirim är en kommun i Brasilien.   Den ligger i delstaten Ceará, i den östra delen av landet, 1 400 km nordost om huvudstaden Brasília. Antalet invånare är 12 014. Arean är 274 kvadratkilometer.
Terrängen i Ipaumirim är huvudsakligen platt, men åt sydväst är den kuperad.
Omgivningarna runt Ipaumirim är huvudsakligen savann. Runt Ipaumirim är det ganska tätbefolkat, med 72 invånare per kvadratkilometer.